# Рогатин (станція)
Рога́тин — проміжна залізнична станція Тернопільської дирекції Львівської залізниці на неелектрифікованій лінії Березовиця-Острів — Ходорів між станціями Ходорів (26 км) та Підвисоке (17 км). Розташована у місті Рогатин Івано-Франківського району Івано-Франківської області.

## Історія
Станція відкрита 1897 року, в ході прокладання залізниці Ходорів — Тернопіль.

## Пасажирське сполучення
На станції зупиняються приміські поїзди сполученням Тернопіль — Ходорів.